# Кульстрем, Фёдор Лаврентьевич
Фёдор Лаврентьевич Кульстрем (фин. Lorentz Teodor Konstantin Kuhlström, 1825—1906) — генерал от артиллерии, герой русско-турецкой войны 1877—1878 годов.

## Биография
Родился 13 сентября 1825 года в Выборге, происходил из шведских дворян Великого княжества Финляндского, сын судебного служащего Ларса Фредрика Кульстрема.
Образование получил в Финляндском кадетском корпусе, из которого выпущен 14 августа 1847 года подпоручиком в гренадерский (Фанагорийский) князя Суворова полк. 15 июня 1849 года он был переведён прапорщиком в артиллерию и 3 июля того же года вновь стал подпоручиком, принимал участие в походе в Венгрию.
21 июля 1851 года Кульстрем вновь вернулся в Фанагорийский полк с производством в поручики по армейской пехоте и 7 февраля 1852 года был произведён в штабс-капитаны.
Во время Крымской кампании Кульстрём был командирован в артиллерию Кавказской армии и назначен адъютантом в 20-ю артиллерийскую бригаду. 25 мая 1855 года произведён в капитаны. Участвовал в боях с турками в Закавказье. По окончании войны он был зачислен в Кавказскую гренадерскую артиллерийскую бригаду, где 1 апреля 1859 года был назначен командиром 1-й батареи. Здесь он принимал участие в походах против горцев. 1 июля 1860 года Кульстрем получил чин подполковника и переведён в 18-ю артиллерийскую бригаду. С 1866 года он также являлся начальником военного госпиталя в Гори.
8 августа 1867 года Кульстрем был произведён в полковники и 6 декабря того же года назначен командиром Кавказской гренадерской артиллерийской бригады, которой командовал следующие 17 лет.
В 1877—1878 годах он участвовал в боях с турками на Кавказе. Блестяще проявил себя в Авлияр-Аладжинском сражении и в конце 1877 года был произведён в генерал-майоры (старшинство в чине установлено с 13 июня 1877 года). 1 января 1878 года награждён орденом св. Георгия 4-й степени
Сгрупировав 3-го октября восемь батарей на самом близком расстоянии против сильно укреплённого Авлиара, он нанёс неприятелю огромную потерю, и этим совершенно подготовил атаку пехоты.
За другие отличия во время этой кампании Кульстрем был удостоен золотой сабли с надписью «За храбрость» и нескольких орденов.
17 ноября 1884 года Кульстрем был назначен начальником артиллерии 10-го армейского корпуса, в следующем году переведён на такую же должность во 2-й Кавказский армейский корпус и 13 августа 1886 года произведён в генерал-лейтенанты. 14 ноября 1888 года возглавил артиллерию 16-го армейского корпуса.
5 сентября 1893 года Кульстрем оставил строевую службу, поскольку был назначен членом Александровского комитета о раненых. 6 декабря 1898 года получил чин генерала от артиллерии.
Скончался в Санкт-Петербурге в начале 1906 года, из списков исключён 23 февраля.
Кульстрем был женат на дочери генерал-генерал-лейтенанта Донского казачьего войска П. С. Николаева Аделаиде (1852—1933), у них была дочь Евгения (1877—1919).

## Награды
Среди прочих наград Кульстрем имел ордена:
- Орден Святой Анны 3-й степени (1857 год)
- Орден Святого Станислава 3-й степени (1860 год, императорская корона к этому ордену пожалована в 1864 году)
- Орден Святой Анны 2-й степени (1870 год, императорская корона к этому ордену пожалована в 1872 году)
- Орден Святого Владимира 4-й степени с бантом (1873 год, за беспорочную выслугу 25 лет в офицерских чинах)
- Орден Святого Владимира 3-й степени (1874 год)
- Золотая сабля с надписью «За храбрость» (17 декабря 1877 года)
- Орден Святого Георгия 4-й степени (1 января 1878 года)
- Орден Святого Станислава 1-й степени с мечами (1878 год)
- Орден Святой Анны 1-й степени с мечами (1879 год)
- Орден Святого Владимира 2-й степени (1882 год)
- Орден Белого орла (1894 год)
- Орден Святого Александра Невского (14 августа 1897 года, алмазные знаки к этому ордену пожалованы 6 декабря 1902 года)